# Berschweiler bei Baumholder
Berschweiler bei Baumholder est une municipalité allemande située dans le land de Rhénanie-Palatinat et l'arrondissement de Birkenfeld.